# Oral Fixation Vol. 2
Oral Fixation Vol. 2 är ett album av den colombianska popsångerskan Shakira, utgivet den 28 november 2005. Det släpptes igen den 28 mars 2006, nu med hiten "Hips Don't Lie".

## Låtlista

### 2005
1. "How Do You Do" – 3:45
2. "Don't Bother" – 4:17
3. "Illegal" – 3:53
4. "The Day and the Time" – 4:22 (med Gustavo Cerati)
5. "Animal City" – 3:15
6. "Dreams for Plans" – 4:02
7. "Hey You" – 4:09
8. "Your Embrace" – 3:33
9. "Costume Makes the Clown" – 3:12
10. "Something" – 4:21
11. "Timor" – 3:32

### 2006
1. "How Do You Do" – 3:45
2. "Illegal" – 3:53 (med Carlos Santana)
3. "Hips Don't Lie" – 3:15 (med Wyclef Jean)
4. "Animal City" – 3:15
5. "Don't Bother" – 4:17
6. "The Day and the Time" – 4:22 (med Gustavo Cerati)
7. "Dreams for Plans" – 4:02
8. "Hey You" – 4:09
9. "Your Embrace" – 3:33
10. "Costume Makes the Clown" – 3:12
11. "Something" – 4:21
12. "Timor" – 3:32